# Vanagas
Vanagas ist ein litauischer männlicher Familienname und Pseudonym.

## Weibliche Formen
- Vanagaitė (ledig)
- Vanagienė (verheiratet)

## Personen
- Povilas Vanagas (* 1970), Eiskunstläufer
- Adolfas Ramanauskas-Vanagas (1918–1957), litauischer Partisanenführer